# Эль-Майтен
Эль-Майтен (исп. El Maitén) — город и муниципалитет в департаменте Кусамен провинции Чубут (Аргентина), административный центр департамента.

## История
Это была обычная сельская местность, пока в 1939 году здесь не началось строительство железнодорожной ветки, завершившееся в 1945 году. Эль-Майтен был избран местом для её локомотивного депо и мастерских, и это определило его бурное развитие. 
В 1990-х годах федеральное правительство взяло курс на прекращение функционирования убыточных дорог, и эту ветку взяли на своё содержание правительства провинций Рио-Негро и Чубут, используя поезда на паровой тяге в качестве аттракциона для привлечения туристов.